# Joel Fry
Joel Fry, född 1984 i London, är en brittisk skådespelare.
Fry har bland annat medverkat i TV-serien Our Flag Means Death. Han har även medverkat i filmerna Cruella och Love Wedding Repeat.

## Filmografi (i urval)
- 2011-2013 Trollied
- 2014-2015 Game of Thrones
- 2018 – Requiem (TV-serie)
- 2020 – Love Wedding Repeat
- 2021 – Cruella
- 2022 – Our Flag Means Death (TV-serie)